# Bear Stearns
The Bear Stearns Companies, Inc. è stata una banca d'investimento statunitense attiva a livello globale nei settori dei servizi finanziari, fondata nel 1923 a New York.
A partire dal 2007 fu pesantemente coinvolta nella crisi dei subprime a causa della sua forte esposizione in titoli e strumenti derivati garantiti da mutui ipotecari, il cui valore crollò a seguito dello scoppio della bolla immobiliare e della crescente insolvenza dei mutuatari statunitensi. Le enormi perdite finanziarie sofferte da Bear Stearns portarono, nel marzo del 2008, al crollo della quinta maggiore banca d'investimento degli Stati Uniti e alla sua successiva acquisizione da parte di JPMorgan Chase.
Si trattò del primo grande fallimento bancario occorso nella crisi finanziaria innescata dal crollo dei mutui subprime. Circa sei mesi dopo analoga sorte afflisse Lehman Brothers, il che portò all'implementazione del piano di salvataggio TARP (Troubled Asset Relief Program) da parte del governo americano per mettere in sicurezza il sistema finanziario del paese.

## Storia

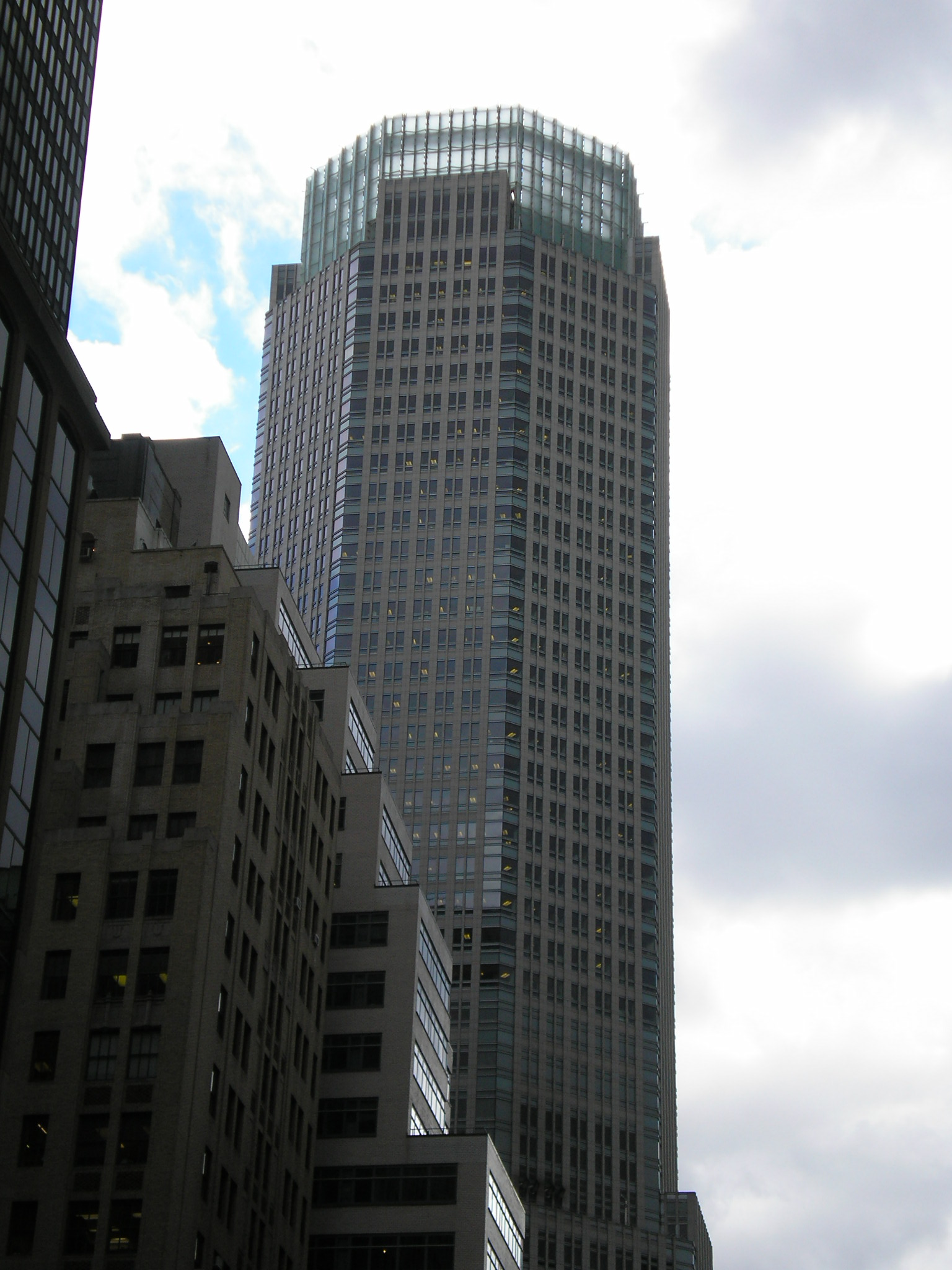
Il Bear Stearns Building al 383 Madison Avenue, Manhattan. Dal 2008 l'edificio è di proprietà di JPMorgan Chase.

Bear Stearns venne fondata a New York il 1º maggio 1923 da Joseph A. Bear, Robert B. Stearns e Harold C. Mayer con un capitale sociale di 500 000 dollari. Inizialmente attiva soprattutto sul mercato azionario, la società superò il crollo di Wall Street del 1929 senza tagliare posti di lavoro e nel 1933 aprì la sua prima filiale a Chicago. La prima sede all'estero fu aperta nel 1955 ad Amsterdam.
Nel 1985 la società venne quotata sulla Borsa di New York e tra i suoi clienti annoverava corporazioni, istituzioni pubbliche, governi e singoli individui. I servizi offerti includevano finanza aziendale, fusioni e acquisizioni, investimenti istituzionali, gestione del rischio e vendita dei prodotti fixed-income, scambio di valuta, trading e ricerca, derivati, futures e risparmio gestito. Attraverso la sussidiaria Bear Stearns Securities Corp. offriva servizi di compensazione a livello globale, tra cui il prestito titoli.
Il quartier generale della società era situato al 383 di Madison Avenue, a Manhattan. Nel 2007 Bear Stearns impiegava 15 500 dipendenti in tutto il mondo ed aveva filiali ad Atlanta, Boston, Chicago, Dallas, Denver, Houston, Los Angeles e San Francisco e sedi estere a Londra, Pechino, Dublino, Francoforte, Hong Kong, Lugano, Milano, San Paolo, Mumbai, Shanghai, Singapore e Tokyo.
Nel 2007, agli albori della crisi che avrebbe segnato la sua fine, Bear Stearns fu individuata da un'indagine di Fortune come seconda società di intermediazione mobiliare più ammirata dagli addetti ai lavori, in termini di talento della forza lavoro, qualità della gestione del rischio e innovazione imprenditoriale.

### Le origini del fallimento: la crescente esposizione sul mercatosubprime
Negli anni precedenti il fallimento, Bear Stearns fu particolarmente attiva nel processo di cartolarizzazione - cioè la trasformazione dei crediti in titoli scambiabili sul mercato - ed emise grandi quantità di asset-backed security, in gran parte costituite da obbligazioni garantite da mutui ipotecari (propriamente denominate mortgage-backed securities o mbs) e da altri strumenti finanziari costruiti su di esse, come le collateralized debt obligation o CDO (un titolo costituito da tranche impacchettate di diverse obbligazioni). Nel corso del 2006 e del 2007 la banca aumentò notevolmente la propria esposizione in questo mercato.
La crescente domanda di mutui da cartolarizzare e rivendere agli investitori portò ad esigere requisiti meno restrittivi per la loro concessione. A partire dal 2005 crebbe il numero dei mutui che venivano accesi senza verifiche sul reddito dei mutuatari o con una documentazione insufficiente e in gran parte erano a tasso variabile 2/28. Le obbligazioni ipotecarie create e rivendute dalle banche di Wall Street erano quindi garantite da panieri ipotecari sempre più scadenti e rischiosi. Un numero crescente di tranche obbligazionarie rischiose (rating BBB) e difficili da piazzare sul mercato venivano impacchettate e rivendute sotto forma di cdo, cui le agenzie di rating attribuivano quasi per intero un rating AAA; ciò consentiva a chi emetteva cdo di piazzare le obbligazioni più scadenti sotto l'apparente forma di investimenti sicuri.
Al novembre del 2006, la società possedeva un capitale di 66,7 miliardi di dollari e asset per un valore complessivo di 350,4 miliardi. Un anno dopo, nonostante i segnali negativi sul mercato subprime, Bear Stearns annoverava nel proprio portafoglio strumenti finanziari derivati per un importo nozionale di circa 13 400 miliardi di dollari, di cui 1 880 registrati come contratti di futures e opzioni. Gli asset a questo punto ammontavano a 395 miliardi a fronte di una capitalizzazione societaria pari a circa 11,1 miliardi, vale a dire un rapporto d'indebitamento di 35,6 a 1. Poiché gli asset che determinavano un rapporto d'indebitamento così elevato erano in gran parte illiquidi e potenzialmente privi di valore, la fiducia di investitori e creditori diminuì repentinamente, per poi evaporare di colpo nel momento in cui Bear Stearns fu costretta a rivolgersi alla Federal Reserve Bank di New York per arginare il rischio di controparte che avrebbe fatto seguito ad una liquidazione forzata degli asset.

### L'inizio della crisi:timelinedel crollo

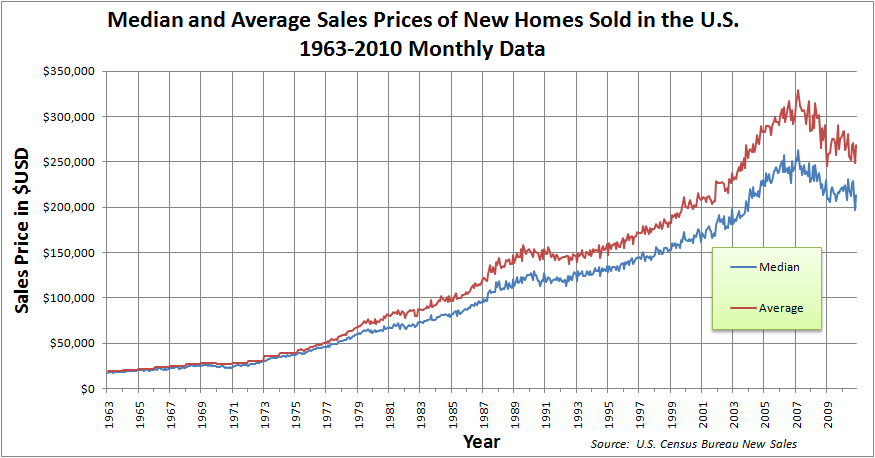
Negli Stati Uniti lo scoppio della bolla immobiliare nella seconda metà del 2006 portò alla diminuzione del prezzo degli immobili.

I prodromi della crisi si manifestarono nella seconda metà del 2006, quando la bolla immobiliare scoppiò e i prezzi delle case statunitensi cominciarono a diminuire. Quando scattarono i tassi variabili a due anni dalla sottoscrizione dei mutui, un numero crescente di mutuatari con basso merito di credito si ritrovò nell'impossibilità di rifinanziare il proprio mutuo e andò in default. Dall'inizio del 2007 titoli e derivati garantiti da panieri ipotecari sempre più traballanti cominciarono a svalutarsi.
Il 24 maggio la banca d'affari concorrente Goldman Sachs rivide al ribasso le stime dei ricavi trimestrali di Bear Stearns, citando la crescente preoccupazione dei mercati circa la pesante esposizione della società nel settore dei mutui ipotecari cartolarizzati. Tra giugno e luglio crollarono i due hedge fund che investivano per conto di Bear Stearns in obbligazioni garantite da mutui subprime, portando alla dimissioni del vice-presidente della banca, Warren Spector, il 5 agosto seguente. Il giorno dopo le azioni di Bear chiusero a poco meno di 114 dollari, facendo registrare un calo del 33% rispetto alla quotazione di gennaio. Il 17 agosto la società tagliò 240 posti di lavoro nelle unità dedicate alla gestione dei mutui ed altri 300 all'inizio di ottobre.
Il 22 ottobre Bear Stearns concluse un accordo per uno scambio di azioni con China International Trust and Investment Company (CITIC), la più grande banca d'investimento della Cina. CITIC avrebbe versato 1 miliardo di dollari per acquisire il 6% delle azioni di Bear, la quale si impegnò a versare la medesima cifra per rilevare il 2% della società cinese. Il 7 dicembre l'investitore britannico Joe Lewis, che tre mesi prima aveva acquisito il 7% di Bear Stearns per 860 milioni di dollari, incrementò ulteriormente la propria partecipazione azionaria portandola fino al 9,4%, lasciando intendere che a suo parere le azioni della banca fossero sottovalutate.
Il 20 dicembre, tuttavia, la banca registrò il primo passivo trimestrale della sua storia. Le perdite furono quasi quattro volte superiori alle previsioni degli analisti e comprendevano una svalutazione di 1,9 miliardi di dollari degli asset legati ai mutui ipotecari. Venne anche comunicato che i dirigenti non avrebbero percepito alcun bonus e le azioni di Bear chiusero in ribasso a 91,42 dollari, un valore quasi dimezzato rispetto alla quotazione di inizio anno. Il 7 gennaio, sotto la crescente pressione dei mercati, si dimise l'AD James Cayne, in carica dal 1993. Lo sostituì Alan Schwartz, che assunse anche la carica di presidente. La quotazione di Bear era nel frattempo scesa a 71 dollari per azione.
Il 14 febbraio venne reso noto che CITIC stava rinegoziando i termini dello scambio di azioni definito in ottobre, a causa del vistoso calo sofferto dalle azioni di Bear Stearns dal momento della sottoscrizione dell'accordo. Il 7 marzo le azioni di Carlyle Capital Corporation, un hedge fund da 22 miliardi di dollari di cui il gruppo Carlyle deteneva il 15%, furono sospese sulla Borsa di Amsterdam. Carlyle Capital era pesantemente esposto in titoli garantiti da mutui subprime e aveva ricevuto crescenti richieste di integrazione dai suoi prestatori. Il 13 marzo il fondo crollò e le azioni Bear Stearns persero il 17% a causa dei timori degli investitori circa l'esposizione della banca nei confronti del gruppo Carlyle. L'AD Alan Schwartz dichiarò che "il bilancio patrimoniale [della banca] non si è affatto indebolito".

### Salvataggio pubblico e acquisizione da parte di JPMorgan Chase
Il 14 marzo, il giorno successivo al crollo di Carlyle Capital Corporation, Bear Stearns si ritrovò fortemente a corto di liquidità - dal 10 marzo le riserve erano scese da 18 miliardi di dollari a 2 miliardi - a causa della crisi di fiducia dei mercati nei suoi confronti, la quale portò alla fuga di clienti, partner commerciali e investitori. La banca, inoltre, cominciò ad essere presa di mira dai venditori allo scoperto. JPMorgan Chase e la Federal Reserve Bank di New York, guidata da Timothy Geithner, giunsero in soccorso della società di 383 Madison Avenue, le cui azioni persero un ulteriore 50% e chiusero a poco più di 30 dollari, circa un terzo del prezzo obiettivo medio registrato all'apertura delle contrattazioni.
La soluzione trovata prevedeva che JPMorgan Chase acquisisse una Bear Stearns liberata dagli asset più scadenti e rischiosi. Venne creata una società con lo specifico scopo di acquistare 30 miliardi di titoli tossici presenti nel portafoglio di Bear per "ripulirne" i libri contabili e rendere la banca più appetibile per l'acquisizione; JPMorgan Chase si assunse la responsabilità del primo miliardo di perdite, mentre la Federal Reserve avrebbe garantito i restanti 29.
Due giorni dopo JPMorgan Chase accettò di rilevare la banca concorrente ad un prezzo di 2 dollari per azione - ovvero 236 milioni per acquisire l'intera società - pari a circa un terzo della quotazione di ingresso in Borsa del 1985, una valutazione estremamente ribassata per titoli che venivano scambiati a 170 dollari fino all'anno precedente e a 90 dollari appena tre mesi prima. Con la prospettiva della bancarotta, l'amministratore delegato Alan Schwartz accettò l'accordo ma un potente gruppo di azionisti, tra cui il già citato Joe Lewis, si preparò ad intentare causa. Il 17 marzo le azioni Bear chiusero a 4,81 dollari contro un prezzo obiettivo di 2 dollari, segnalando che i mercati si aspettavano l'intervento di un nuovo compratore o comunque un miglioramento dell'offerta.
Il 24 marzo, dopo l'intervento nelle trattative da parte della Federal Reserve e del Dipartimento del Tesoro americano, JPMorgan Chase aumentò l'offerta a 10 dollari per azione, superando in tal modo l'opposizione degli azionisti che ratificarono l'accordo il 29 maggio seguente, mettendo fine a 85 anni di Bear Stearns come società indipendente. Nel gennaio del 2010 cessò definitivamente l'utilizzo del marchio Bear Stearns all'interno delle divisioni di JPMorgan Chase.
Il presidente della Securities and Exchange Commission, Christopher Cox, dichiarò che il crollo di Bear Stearns fu dovuto "ad una mancanza di fiducia, non di capitali", situazione che fu aggravata dai rumor sui problemi di liquidità della banca e che portò diversi operatori di mercato a rifiutarsi di prestarle denaro, nonostante Bear potesse ancora offrire garanzie di qualità. Il capo della Federal Reserve, Ben Bernanke, difese il salvataggio di Bear Stearns affermando che il fallimento della banca avrebbe avuto gravi conseguenze sia sull'economia reale che sui mercati finanziari, anche se le polemiche suscitate dall'intervento pubblico avrebbero influenzato, in settembre, l'atteggiamento governativo nei confronti di Lehman Brothers.

## Struttura societaria antecedente al crollo

### Amministratori delegati
- Salim L. Lewis: 1949–1978
- Alan C. Greenberg: 1978–1993
- James Cayne: 1993–2008
- Alan Schwartz: 2008-crollo

### Azionisti
Principali partecipazioni azionarie in Bear Stearns al dicembre 2007:
- Barrow Hanley Mewhinney & Strauss – 9.73%
- Joseph C. Lewis – 9.36%
- Morgan Stanley – 5.37%
- James Cayne – 4.94%
- Legg Mason Capital Management – 4.84%
- Private Capital Management – 4.49%
- Barclays Global Investors – 3.10%
- State Street – 3.01%
- The Vanguard Group – 2.67%
- Janus Capital Management – 2.34%

### Annotazioni
1. ↑  Al primo posto di tale classifica si piazzò Lehman Brothers, che entro la fine dall'anno successivo avrebbe dichiarato fallimento.
2. ↑  Mutui trentennali a tasso fisso (teaser) - in genere molto basso - per i primi due anni, quindi a tasso variabile per i successivi 28. Mutui di questo tipo erano concepiti in modo che i mutuatari, per ovviare al rischio di insolvenza una volta scattati i tassi variabili, estinguessero il mutuo precedente accendendone un secondo, sfruttando il fatto che in quella fase i prezzi delle case fossero in aumento.
3. ↑  In teoria la ratio dietro l'attribuzione alle cdo di un rating più elevato rispetto alle singole tranche obbligazionarie di cui erano composte era la diversificazione: se non c'era correlazione tra le singole tranche, era improbabile che crollassero allo stesso tempo, azzerando il valore del titolo soprastante. In realtà le cdo così composte erano costituite da titoli fortemente correlati, soggetti alle medesime forze macroeconomiche e quindi suscettibili alla svalutazione simultanea, come in effetti sarebbe avvenuto.
4. ↑  Lewis arrivò a possedere 11 milioni di azioni Bear Stearns, pagando un prezzo medio di 107 dollari ad azione. Quando la banca venne ceduta a JPMorgan Chase per 10 dollari ad azione nel marzo successivo, il suo investimento riportò una perdita stimata di 1,16 miliardi di dollari.
5. ↑  Nel 2006 James Cayne divenne il primo CEO di Wall Street a detenere quote azionarie della propria società per un valore superiore al miliardo di dollari; di conseguenza, il crollo di Bear Stearns colpì notevolmente anche i suoi interessi personali. Il 27 marzo 2008, prima che fosse ufficialmente ratificato l'accordo con JPMorgan Chase, cedette le 5,6 milioni di azioni Bear Stearns in suo possesso al prezzo unitario di 10,81 dollari, per un ricavo complessivo di circa 61 milioni. James Cayne perse il 94% della propria ricchezza legata a Bear Stearns e fu inserito da Time Magazine nell'elenco delle "25 persone a cui attribuire le colpe della crisi finanziaria".
6. ↑  Se concretizzato mediante uno scambio di azioni tra le parti, l'accordo prevedeva che gli azionisti di Bear Stearns avrebbero ricevuto 0,05473 azioni di JPMorgan Chase per ogni azione Bear in loro possesso.
7. ↑  La divisione Bear Stearns Private Client Services, l'ultima a portare il nome della banca crollata, diventò JPMorgan Securities.

### Fonti
1. ↑  (EN) Bear Stearns to cut 650 jobs globally, su reuters.com, 28 novembre 2007. URL consultato il 19 aprile 2017.
2. 1 2 3 4  (EN) A History of Bear Stearns, su nytimes.com, 17 marzo 2008. URL consultato il 19 aprile 2017.
3. ↑  (EN) America's Most Admired Companies 2007 -  Securities, su archive.fortune.com, Fortune. URL consultato il 18 aprile 2017.
4. 1 2 3  (EN) Case Study on Bear Stearns (PDF). URL consultato il 19 aprile 2017.
5. 1 2  (EN) The last days of Bear Stearns, su money.cnn.com, cnn.com, 31 marzo 2008. URL consultato il 19 aprile 2017 (archiviato dall'url originale il 19 settembre 2008).
6. ↑   Il crollo delle banche d'affari mina vagante per il sistema, la Repubblica, 8 marzo 2007. URL consultato il 19 aprile 2017.
7. 1 2 3 4 5 6  (EN) TIMELINE: A dozen key dates in the demise of Bear Stearns, reuters.com, 17 marzo 2008. URL consultato il 19 aprile 2017.
8. ↑  (EN) Bear Stearns Says Battered Hedge Funds Are Worth Little, nytimes.com, 18 luglio 2007. URL consultato il 19 aprile 2017.
9. 1 2 3 4 5 6 7 8 9 10 11 12 13 14  (EN) Bear Stearns: A timeline, telegraph.co.uk, 17 marzo 2008. URL consultato il 19 aprile 2017.
10. ↑  (EN) Billionaire Lewis buys big stake in Bear Stearns, theglobeandmail.com, 11 settembre 2007. URL consultato il 19 aprile 2017.
11. 1 2 3 4 5 6  (EN) JPMorgan Chase to Buy Bear Stearns for $240 Million, bloomberg.com, 17 marzo 2008. URL consultato il 19 aprile 2017 (archiviato dall'url originale il 1º novembre 2015).
12. 1 2 3 4  (EN) JP Morgan Pays $2 a Share for Bear Stearns, nytimes.com, 17 marzo 2008. URL consultato il 19 aprile 2017.
13. ↑  (EN) Could Bear Stearns Do Better?, nytimes.com, 17 marzo 2008. URL consultato il 19 aprile 2017.
14. ↑  (EN) Seeking Fast Deal, JPMorgan Quintuples Bear Stearns Bid, nytimes.com, 25 marzo 2008. URL consultato il 19 aprile 2017.
15. ↑  (EN) Bear Stearns Shareholders Approve Sale, washingtonpost.com, 30 maggio 2008. URL consultato il 19 aprile 2017.
16. ↑  (EN) End of the road for Bear Stearns, theguardian.com, 29 maggio 2008. URL consultato il 19 aprile 2017.
17. ↑  (EN) Bear Stearns brand finally fades, business-standard.com, 10 gennaio 2010. URL consultato il 20 aprile 2017.
18. ↑  (EN) Chairman Cox Letter To Basel Committee In Support Of New Guidance On Liquidity Management (PDF), 20 marzo 2008. URL consultato il 19 aprile 2017.
19. ↑  (EN) Bernanke Defends Bear Stearns Bailout, cbsnews.com, 3 aprile 2008. URL consultato il 19 aprile 2017.
20. ↑  (EN) Employees lose $5bn on Bear Stearns, efinancialnews.com, 17 marzo 2008. URL consultato il 18 aprile 2017.